# Sushil Koirala
Sushil Koirala (en nepalí: सुशील कोइराला; Distrito de Morang, Nepal, 12 de agosto de 1939-Katmandú, 9 de febrero de 2016) fue un político nepalí, miembro del Congreso Nepalí, del que fue secretario general, vicepresidente y desde el 2010 presidente. Tras su victoria en las Elecciones parlamentarias de 2013 fue primer ministro de Nepal desde el 11 de febrero de 2014 hasta el 12 de octubre de 2015.

## Biografía
Era familia de los Primeros Ministros de Nepal, Matrika Prasad Koirala, Girija Prasad Koirala y Bishweshwar Prasad Koirala.
Sushil Koirala, entró en el mundo de la política en el año 1954, inspirado por sus ideales socialdemócratas ingresó como miembro del partido político Congreso Nepalí.
Tras la restauración de la monarquía absoluta en Nepal en 1960, se exilió en la India donde pasó allí 16 años y estuvo 3 años en prisión por su implicación en el secuestro de un avión en 1973.
Durante los años que pasó en la India fue editor de Tarun, el boletín oficial del Congreso Nepalí.
En 1976 regresó a Nepal y tres años más tarde en 1979 pasó a ser miembro del Comité de Trabajo Central del partido, en 1996 fue nombrado secretario general, en 1998 vicepresidente y finalmente tras varias años ocupando diversos cargos en el 2010 fue elegido presidente, siendo reelegido presidente tras la Convención General del partido.
Durante su candidatura por el Congreso Nepalí a las Elecciones parlamentarias de Nepal de 2013 celebradas el 19 de noviembre, el partido por primera vez obtuvo su mayor número de votos en la historia con total de 196 escaños, logrando la victoria electoral derrotando al Partido Comunista de Nepal y al Partido Comunista Unificado de Nepal.
Tras la aprobación de su nuevo nombramiento por parte de los demás partidos opositarios en el Parlamento Nacional pasó a ser desde el día 11 de febrero de 2014 el nuevo primer ministro de Nepal, sucediendo en el cargo a Khil Raj Regmi y entrando en el gobierno junto al presidente Ram Baran Yadav y el vicepresidente Parmananda Jha.